# Nikolaos Mītrou
Nikolaos Mītrou (in greco: Νικόλαος Μήτρου; Calcide, 10 luglio 1984) è un calciatore greco, centrocampista del Tamynaikos.

## Carriera

### Nazionale
Gioca con la selezione greca le olimpiadi di Atene 2004, nelle quali gioca due gare.